# Hult Healey
Hult Healey var (är) en svensk byggsatsbil.
Det hela började då Mats Svanberg från Hult såg en Austin-Healey (100 eller 3000) och förälskade sig i den. På 1970-talet köpte han en, och då den 1981 skulle renoveras ville han göra en replika av tävlingsversionen utan att förstöra sin originalbil, så han beslutade sig för att göra en kopia. Han kallade in Lennart Waerme, som hjälpte till. Chassit baserades på originalet men det fick motor, växellåda och hjulupphängning från en 1972 års Volvo 142. För att få plats med Volvodelarna gjordes bilen 14 cm bredare än originalet. Hult Healey, som den blev känd som, registrerades sensommaren 1984. De började också tillverka byggsatser baserade på sin design. Fram till 1990 hade det sålts 35 byggsatser och fyra färdiga bilar. 
1987 konstruerades en uppdaterad version med mer racedesign som använde en Volvo B23 motor som gav 250 hkr. Karossen vägde bara 50 kg. Bara tre exemplar av den andra generationen Hult Healy tillverkades.